# خلوم (ناحیه روکیتسانی)
خلوم (به چکی: Chlum) یک منطقهٔ مسکونی در جمهوری چک است که در ناحیه روکیتسانی واقع شده‌است. خلوم ۸٫۵۲ کیلومتر مربع مساحت و ۴۳ نفر جمعیت دارد و ۴۴۱ متر بالاتر از سطح دریا واقع شده‌است.